# Golenić
Golenić is een plaats in de gemeente Slatina in de Kroatische provincie Virovitica-Podravina. De plaats telt 35 inwoners (2001).